# Concorès
Concorès ist eine französische Gemeinde mit 303 Einwohnern (Stand: 1. Januar 2022) im Département Lot in der Region Okzitanien. Sie gehört zum Arrondissement Gourdon und zum Kanton Causse et Bouriane. 
Nachbargemeinden sind Gourdon im Nordwesten, Saint-Clair im Norden, Saint-Chamarand im Nordosten, Saint-Germain-du-Bel-Air im Osten, Peyrilles im Süden und Dégagnac im Westen.

## Bevölkerungsentwicklung
| Jahr      | 1962 | 1968 | 1975 | 1982 | 1990 | 1999 | 2008 | 2018 |
| --------- | ---- | ---- | ---- | ---- | ---- | ---- | ---- | ---- |
| Einwohner | 453  | 363  | 331  | 327  | 287  | 295  | 301  | 309  |

## Sehenswürdigkeiten

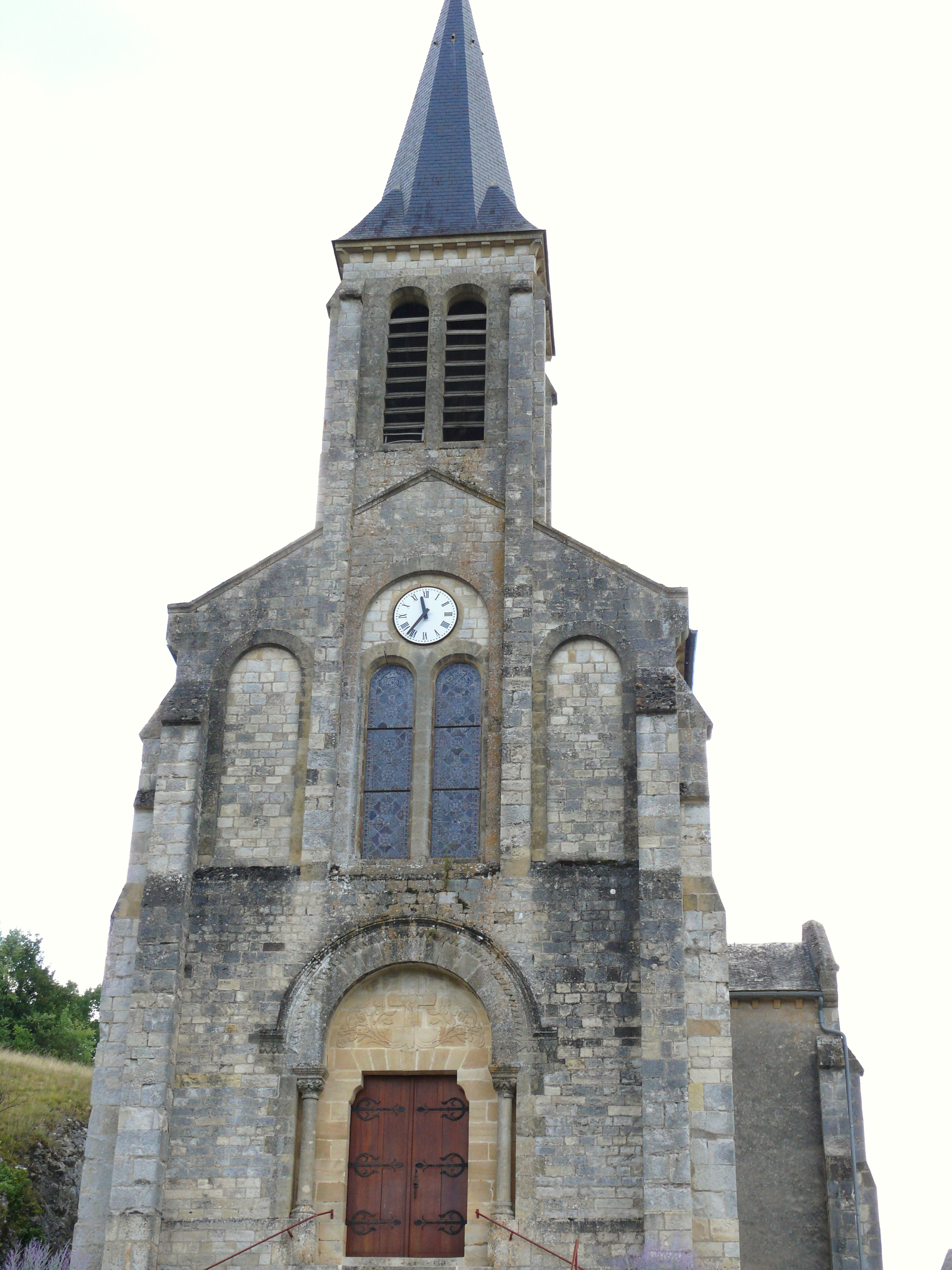
Kirche Saint-Jean-Baptiste

- Schloss Clermont
- Kirche Saint-Jean-Baptiste